# Club Atlético de Madrid 1968-1969
Questa voce raccoglie le informazioni riguardanti il Club Atlético de Madrid nelle competizioni ufficiali della stagione 1968-1969.

## Stagione
Nella stagione 1968-1969 i colchoneros, allenati da Miguel González Pérez, terminarono il campionato al sesto posto. In Coppa del Generalísimo l'Atlético Madrid venne eliminato dalla Real Sociedad ai quarti di finale. In Coppa delle Fiere, i rojiblancos persero al primo turno contro i belgi del Waregem.

## Maglie e sponsor
| Manica sinistra · Manica sinistra · Maglietta · Maglietta · Manica destra · Manica destra · Pantaloncini · Calzettoni |

## Rosa
| N. |                      | Ruolo | Calciatore          |
| -- | -------------------- | ----- | ------------------- |
| -  | Spagna (bandiera)    | P     | Rodri               |
| -  | Spagna (bandiera)    | P     | Jesús Zubiarrain    |
| -  | Argentina (bandiera) | D     | Jorge Griffa        |
| -  | Spagna (bandiera)    | D     | Julio Iglesias      |
| -  | Spagna (bandiera)    | D     | Paquito             |
| -  | Spagna (bandiera)    | D     | Jesús Martínez Jayo |
| -  | Spagna (bandiera)    | D     | José Pacheco Gómez  |
| -  | Spagna (bandiera)    | D     | Isacio Calleja      |
| -  | Spagna (bandiera)    | D     | Colo                |
| -  | Spagna (bandiera)    | C     | Adelardo            |

| N. |                     | Ruolo | Calciatore             |
| -- | ------------------- | ----- | ---------------------- |
| -  | Spagna (bandiera)   | C     | Francisco Delgado Melo |
| -  | Spagna (bandiera)   | C     | Eusebio Bejarano       |
| -  | Spagna (bandiera)   | C     | José Cristobal Correa  |
| -  | Spagna (bandiera)   | A     | Luis Aragonés          |
| -  | Spagna (bandiera)   | A     | José Ufarte            |
| -  | Spagna (bandiera)   | A     | Enrique Collar         |
| -  | Spagna (bandiera)   | A     | Miguel Ángel Lamata    |
| -  | Spagna (bandiera)   | A     | Javier Irureta         |
| -  | Honduras (bandiera) | A     | José Cardona           |
| -  | Spagna (bandiera)   | A     | José Eulogio Gárate    |

## Statistiche

### Statistiche di squadra
| Competizione           | Punti | Totale | Totale | Totale | Totale | Totale | Totale | DR |
| Competizione           | Punti | G      | V      | N      | P      | Gf     | Gs     | DR |
| ---------------------- | ----- | ------ | ------ | ------ | ------ | ------ | ------ | -- |
| Primera División       | 30    | 30     | 10     | 10     | 10     | 40     | 37     | +3 |
| Coppa del Generalísimo | -     | 4      | 1      | 2      | 1      | 4      | 4      | 0  |
| Coppa delle Fiere      | -     | 2      | 1      | 0      | 1      | 2      | 2      | 0  |
| Totale                 | 30    | 36     | 12     | 12     | 12     | 46     | 43     | +3 |